# Александар Прийович
Александар Прийович (серб. Александар Приjoвић, нім. Aleksandar Prijović, нар. 21 квітня 1990, Санкт-Галлен) — сербський та швейцарський футболіст, нападник клубу «Вестерн Юнайтед».

## Клубна кар'єра
Народився 21 квітня 1990 року в місті Санкт-Галлен. Починав займатись футболом у місцевій молодіжній команді «Санкт-Галлен», а в 16 років переїхав до Італії в клуб «Парма», де за два роки провів лише один матч — 27 квітня 2008 року вийшов на заміну на 83-й хвилині в матчі Серії А проти клубу «Реджини».

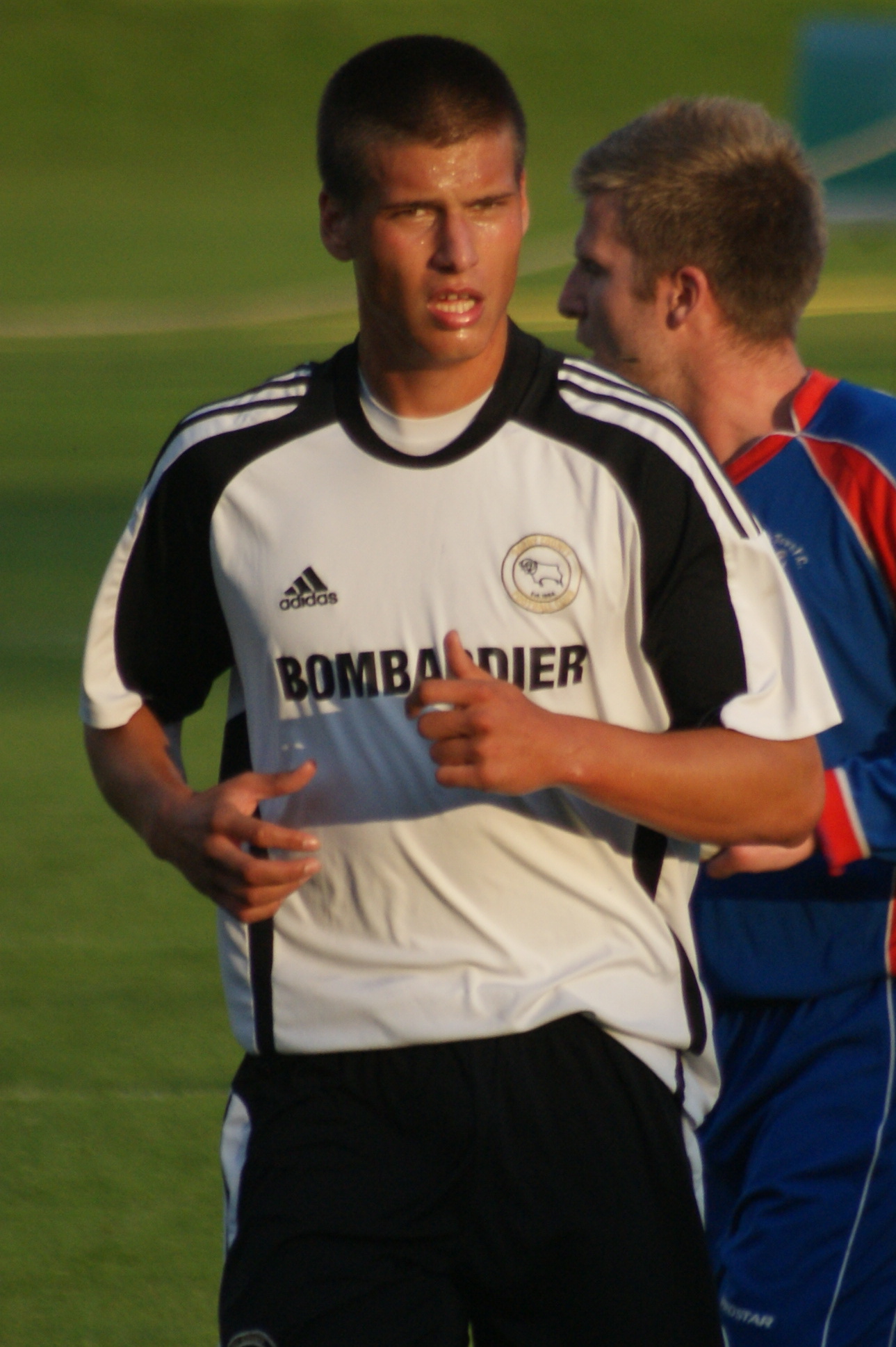
Александар Прийович у 2009 році у формі «Дербі Каунті».

Влітку 2008 року перейшов у англійський клуб «Дербі Каунті», але відразу відправився в оренду в клуб «Йовіл Таун», за який зіграв 4 матчі у Першій футбольній лізі. Дебютував за «Йовіл» 28 січня 2009 року, в матчі проти клубу «Гаддерсфілд Таун», відігравши 59 хвилин, після чого був замінений. 16 березня 2009 року був відданий в оренду на місяць у клуб «Нортгемптон Таун», зіграв 10 матчів і забив 2 голи.
1 лютого 2010 року перейшов у «Сьйон», за який зіграв 41 матч і забив 6 голів. Дебютував 14 лютого 2010 року в матчі проти «Цюриха» вийшов на заміну на 75-й хвилині. Забив перший гол 18 липня 2010 року в матчі проти «Беллінцони» на 81-й хвилині, вийшовши на заміну на 46-й хвилині. 31 липня 2012 року був відданий в річну оренду в клуб Тромсе.
11 серпня 2013 року перейшов у шведський клуб «Юргорден». Дебютував 18 серпня 2013 року, в матчі ліги проти «Геккена» вийшов на заміну на 70-й хвилині. Забив перший, другий і третій гол у матчі проти «Норрчепінга», на 3-й, 17-й і 35-й хвилині відповідно. 22 серпня 2014 року перейшов у турецький клуб «Болуспор». Дебютував 31 серпня 2014 року, в матчі проти клубу «Газіантеп», відігравши весь матч і забивши гол на 55-й хвилині.
9 липня 2015 року перейшов у польський клуб «Легія». Дебютував 19 липня 2015 року, в матчі ліги проти «Шльонська», відіграв весь матч. У першому ж сезоні став з клубом володарем «золотого дубля». Всього відіграв за команду з Варшави півтора сезони своєї ігрової кар'єри. Більшість часу, проведеного у складі «Легії», був основним гравцем атакувальної ланки команди.
16 січня 2017 року перейшов у грецький ПАОК за 1,9 млн євро. З командою два сезони поспіль ставав володарем Кубка Греції. Станом на 20 травня 2018 року відіграв за клуб із Салонік 43 матчі в національному чемпіонаті.

## Виступи за збірні
Хоча Прийович народився у Швейцарії, він є етнічним сербом і вирішив представляти Сербію на рівні юнацької збірної Сербії U-17, U-18 і U-19.
2010 року застосував своє право на перехід у збірну своєї країни народження і 28 квітня він дебютував у молодіжній збірної Швейцарії до 20 років, а наступного року грав за збірну до 21 року.
У лютому 2017 року Прийович зробив офіційний запит до ФІФА про дозвіл грати у складі національної збірної Сербії. 20 березня Александар отримав від ФІФА підтвердження, що йому дозволено грати за сербську збірну, що підтвердив тренером команди Славолюб Муслин. Прийович дебютував у сербській команді в матчі проти Уельсу (1:1). 9 жовтня 2017 року в останній грі відбору на чемпіонат світу 2018 року проти Грузії Прийович забив перший гол у збірній і допоміг Сербії повернутись на чемпіонат світу після 8 років. У травні 2018 року він був включений в попередню заявку збірної на чемпіонат світу 2018 року в Росії.
| Дата       | Місто    | Господарі      | Результат | Гості   | Турнір                               | Голи | Примітки  |
| ---------- | -------- | -------------- | --------- | ------- | ------------------------------------ | ---- | --------- |
| 11-6-2017  | Белград  | Сербія         | 1 – 1     | Уельс   | Відбір до ЧС 2018                    | -    | 67'       |
| 2-9-2017   | Белград  | Сербія         | 3 – 0     | Молдова | Відбір до ЧС 2018                    | -    | 82'       |
| 5-9-2017   | Дублін   | Ірландія       | 0 – 1     | Сербія  | Відбір до ЧС 2018                    | -    | 79'       |
| 6-10-2017  | Відень   | Австрія        | 3 – 2     | Сербія  | Відбір до ЧС 2018                    | -    | 87'       |
| 9-10-2017  | Белград  | Сербія         | 1 – 0     | Грузія  | Відбір до ЧС 2018                    | 1    | 61', 75'  |
| 10-11-2017 | Гуанчжоу | КНР            | 0 – 2     | Сербія  | товариський матч                     | -    | 85'       |
| 14-11-2017 | Ульсан   | Південна Корея | 1 – 1     | Сербія  | товариський матч                     | -    |           |
| 23-3-2018  | Турин    | Сербія         | 1 – 2     | Марокко | товариський матч                     | -    | 83'       |
| 9-6-2018   | Грац     | Сербія         | 5 – 1     | Болівія | товариський матч                     | -    | 70'       |
| 17-6-2018  | Самара   | Коста-Рика     | 0 – 1     | Сербія  | ЧС 2018 - груповий етап              | -    | 89' 90+8' |
| 10-9-2018  | Белград  | Сербія         | 2 – 2     | Румунія | Ліга націй УЄФА 2018-2019 - 1-й етап | -    | 77'       |
| 20-11-2018 | Белград  | Сербія         | 4 – 1     | Литва   | Ліга націй УЄФА 2018-2019 - 1-й етап | 1    | 46'       |
| 7-6-2019   | Львів    | Україна        | 5 – 0     | Сербія  | Відбір до ЧЄ 2020                    | -    | 53'       |
| Усього     |          | Матчів         | 13        |         | Голів                                | 2    |           |

## Титули і досягнення
- Володар Кубка Швейцарії (1):

«Сьйон»: 2010–11
- Чемпіон Польщі (1):

«Легія»: 2015–16
- Володар Кубка Польщі (1):

«Легія»: 2015–16
- Володар Кубка Греції (2):

ПАОК: 2016–17, 2017–18